# Bông lau vàng
Bông lau vàng, tên khoa học Pycnonotus flavescens, là một loài chim trong họ Pycnonotidae.
Loài chim này sinh sống ở Ấn Độ, Trung Quốc, Bangladesh, Đông Nam Á. Chúng sinh sống ở rừng núi cao nhiệt đới và cận nhiệt đới.

## Phân loài
Có 4 phân loài được ghi nhận:
- P. f. flavescens - Blyth, 1845: Found in north-eastern India, north-eastern Bangladesh and western Myanmar
- P. f. vividus - (Baker, ECS, 1917): Found in north-eastern Myanmar, southern China, Thailand and northern Indochina
- P. f. sordidus - (Robinson & Kloss, 1919): Found in southern Indochina
- P. f. leucops - (Sharpe, 1888): Originally described as a separate species. Endemic to Borneo

## Hình ảnh

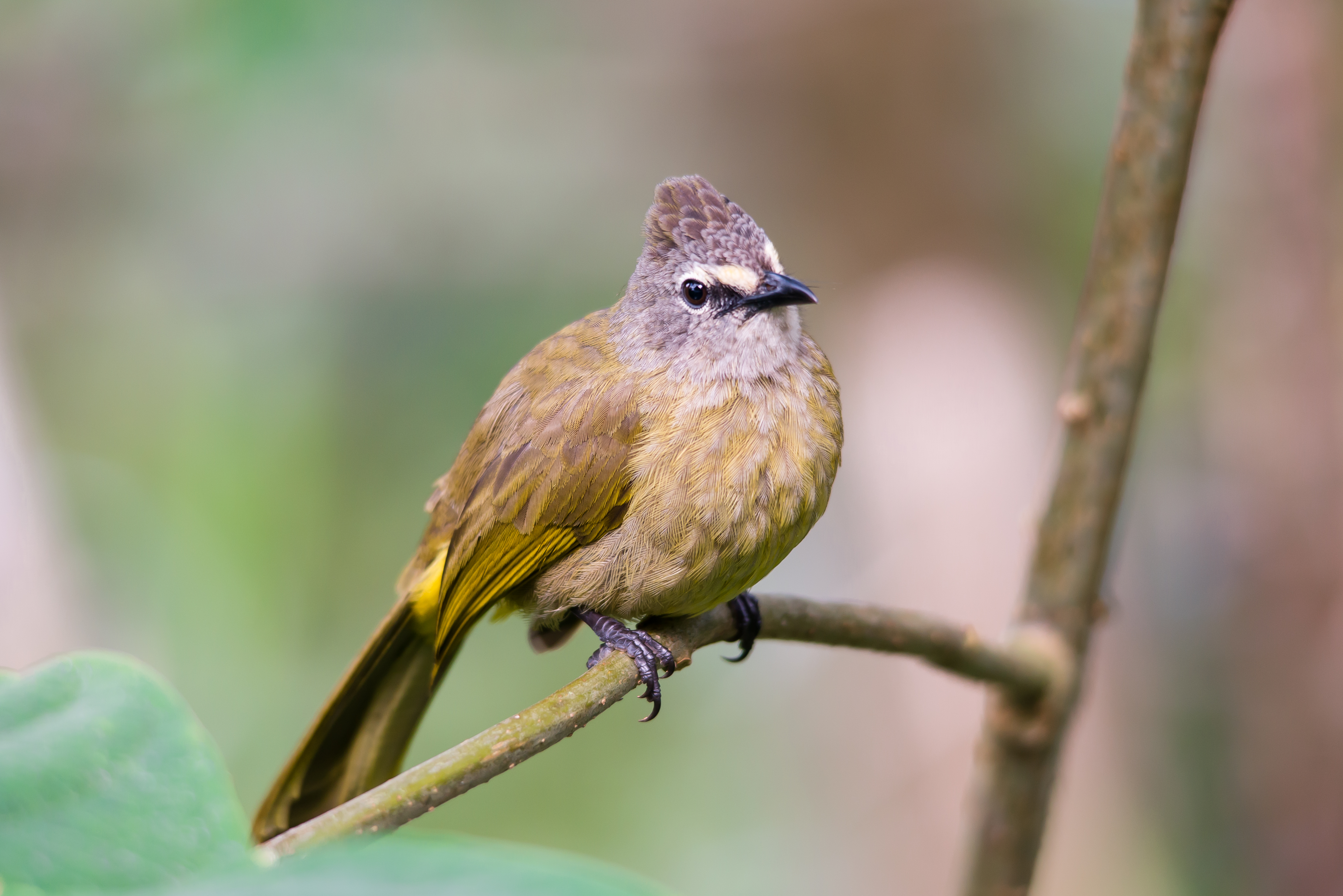
Flavescent bulbul in Kaeng Krachan National Park, Thailand
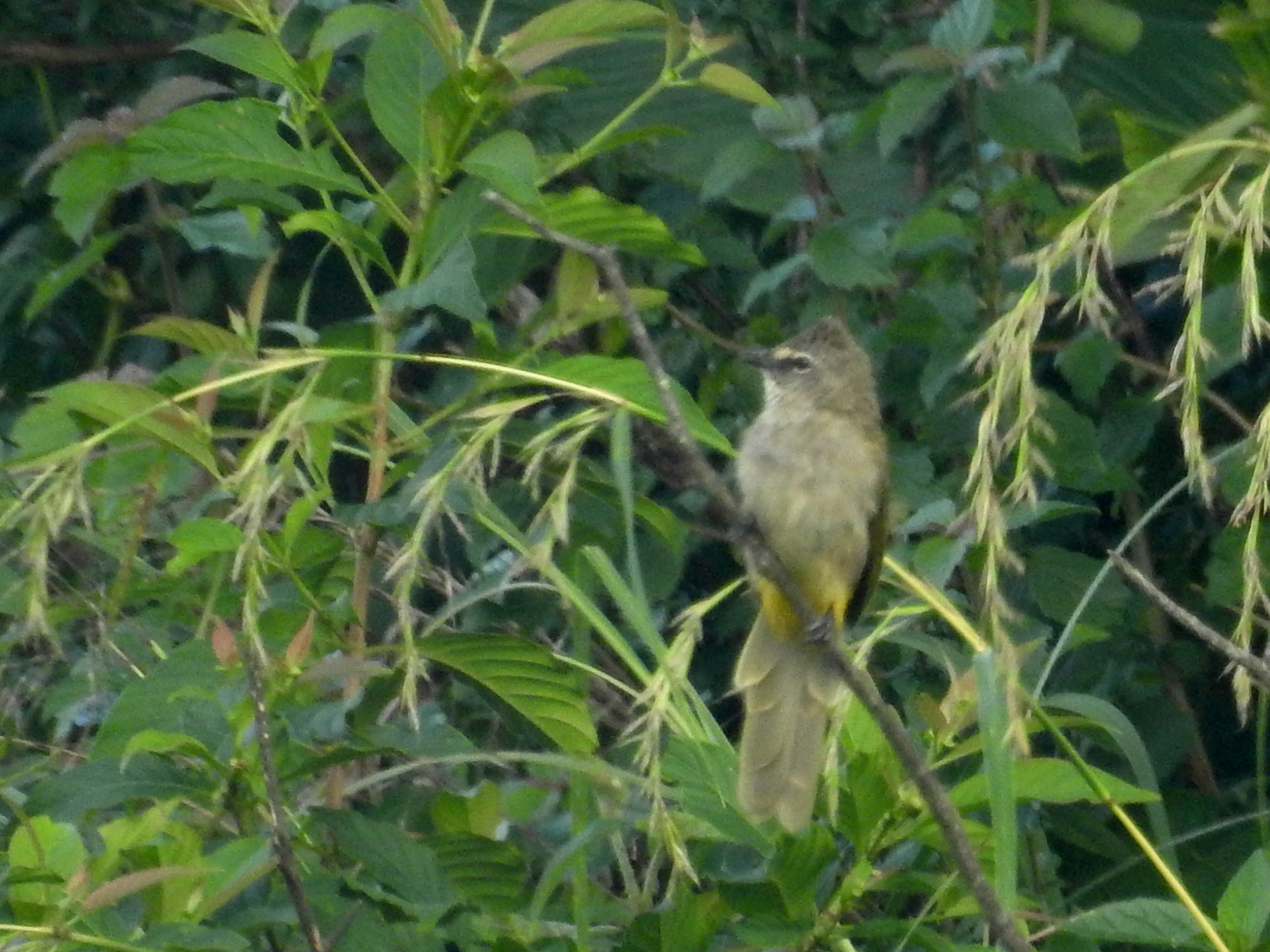
Flavescent bulbul in Kaeng Krachan National Park, Thailand
- Flavescent bulbul in Mizoram, India